# Ciscandra Nostalghia
Ciscandra Nostalghia (Califòrnia) és una música dels Estats Units d'Amèrica, fundadora del grup musical Nostalghia.
Sa mare era de l'Iran, son pare era rus i irlandès, el seu padrastre era jamaicà i la seua iaia era persa i alemanya. Es crià als Estats Units i a l'Iran. Va discutir amb son pare, ultraconservador, perquè ella volia ser música. Agafà inspiració per part de son oncle persa per llançar-se a la carrera musical.
Va cofundar Nostalghia amb Roy Gnam, debutant amb l'àlbum I Am Robot Hear Me Glitch el 2010. Un pas important que van pegar pel grup Nostalghia fou l'aportació a la banda sonora de les pel·lícules John Wick, fent ella una aparició a la segona pel·lícula.